# Linia kolejowa nr 301 (KPK-LK)
Linia kolejowa nr 301 – przemysłowa, obecnie jednotorowa, niegdyś dwutorowa i zelektryfikowana linia kolejowa, należąca do sieci Magistrali Zachodniej wraz z linią kolejową nr 302. W całości zarządzana przez spółkę Kopalnia Piasku Kotlarnia - Linie Kolejowe. Linia kolejowa biegnie od stacji Kotlarnia do stacji KWK Makoszowy i należy do dwóch kategorii ruchu, II (do 30 km/h) na odcinku Pyskowice Piaskowa - KMO oraz III kategorii (do 25 km/h) na odcinku Kotlarnia - Drama - Pyskowice.

## Historia
Na linii odbywał się regularny ruch pasażerski pociągów pracowniczych PMPPW. Kursowały one na trasie Kotlarnia - Pyskowice i zestawiane były głównie ze składów wagonowych, złożonych z lokomotywy ET21 i wagonu 94A. W późniejszych czasach tę linię obsługiwał specjalnie zakupiony od PKP elektryczny zespół trakcyjny EN57 o numerze bocznym 026 (po 2000 r. został przebudowany na poc. sieciowy PMP-PW Kotlarnia i wykreślony z inwentarza. Pocięty na złom w 2013 r.).

## Przewozy
Obecna linia składa się z historycznie dwóch oddzielnych linii kolei piaskowych, połączonych w rejonie Przezchlebia oraz stacji Michał w Zabrzu:
- pyskowickiej (Sandbahngesellschaft der Gräflich von Ballestremsch’en und Borsig’schen Steinkohlenwerke), powstałej w 1913 i zaopatrującej w piasek podsadzkowy kopalnie: Brandenburg (Wawel), Castellengo (Rokitnica), Hedwig-Wunsch (Jadwiga, następnie Pstrowski) oraz Ludwigsgluck (Ludwik, następnie Pstrowski), zachowanej obecnie od stacji Pyskowice do dawnej stacji Przezchlebie,
- przezchlebskiej (Preußische Bergwerks- und Hütten-Aktiengesellschaft (PBHAG) Zweigniederlassung Steinkohlenbergwerke Hindenburg O/S), powstałej w 1909 i obsługującej kopalnie Królowa Luiza (Zabrze), Guido oraz Delbruckschechte (Makoszowy), zachowanej od Przezchlebia (dawne pola piaskowe i stacja) do Zabrza Biskupic[4].

Na linii odbywały się wyłącznie przewozy towarowe, głównie węgla kamiennego z KWK Makoszowy do elektrowni w Rybniku oraz dla odbiorców krajowych przez punkt zdawczo-odbiorczy na stacji Pawłowice Górnicza) oraz piasek podsadzkowy do mostów zsypowych: piasku budowlanego Wojciech, obsługiwanego bezpośrednio przez Kotlarnię oraz szybu Witczak KWK Bobrek-Centrum, obsługiwanego wspólnie z PKP Cargo Service. Od grudnia 2016 przystąpiono do likwidacji odcinka Biskupice - KWK Makoszowy
W listopadzie 2020 r. przekazano do likwidacji linię 301 wraz przyległem doń mostem zsypowym „Wojciech”.

## Galeria

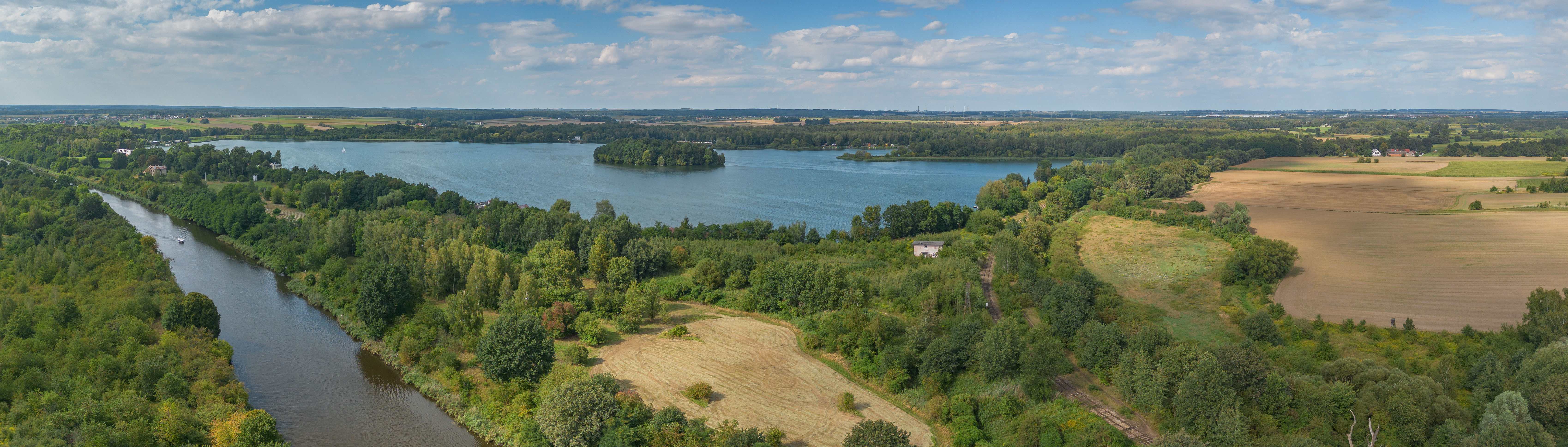
Panorama na zbiornik Dzierżno Małe, u dołu kadru widoczny "trójkąt" torowy dawnej stacji kolei piaskowych Drama
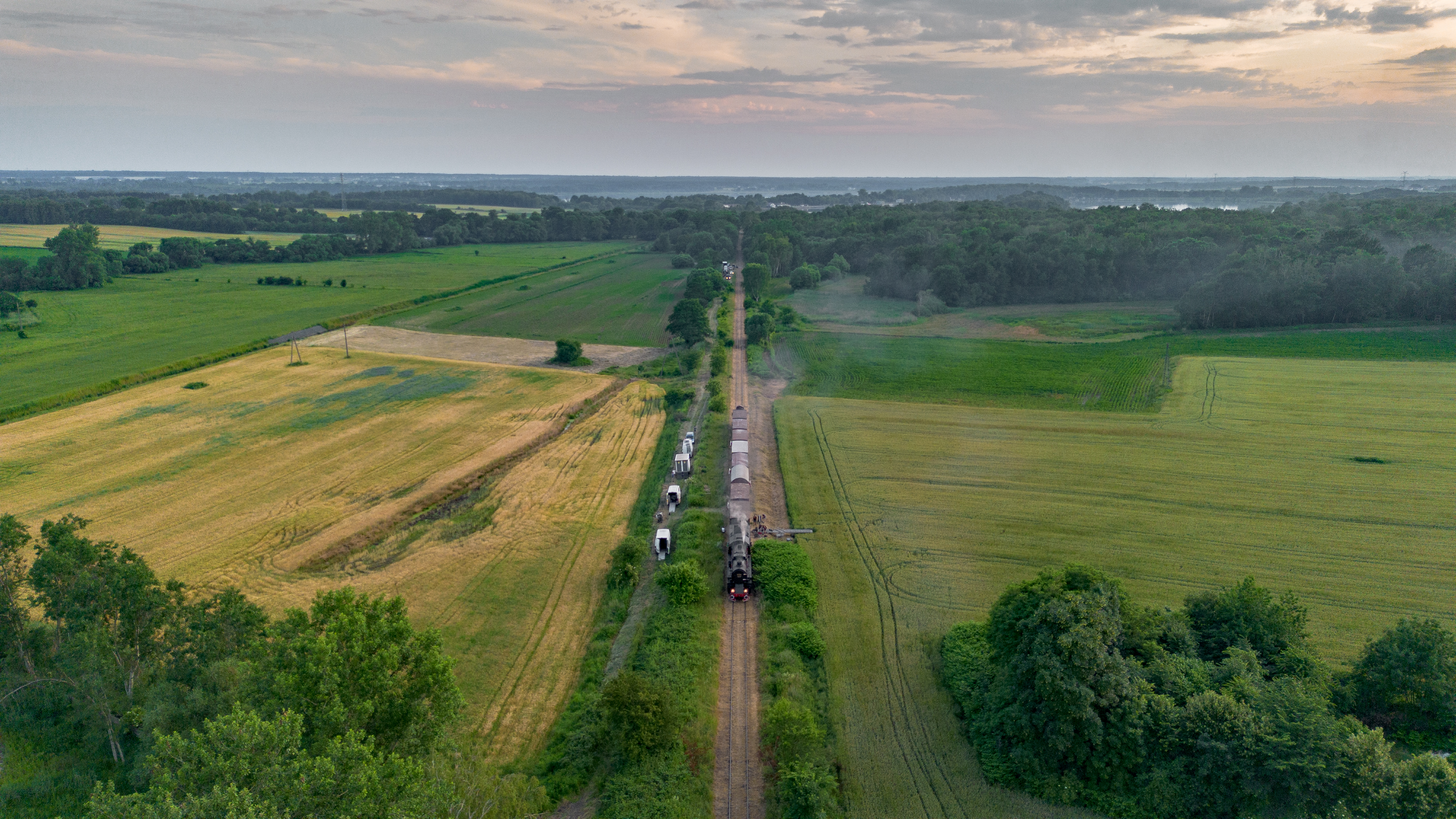
Dawny szlak kolei piaskowej Pyskowice-Drama
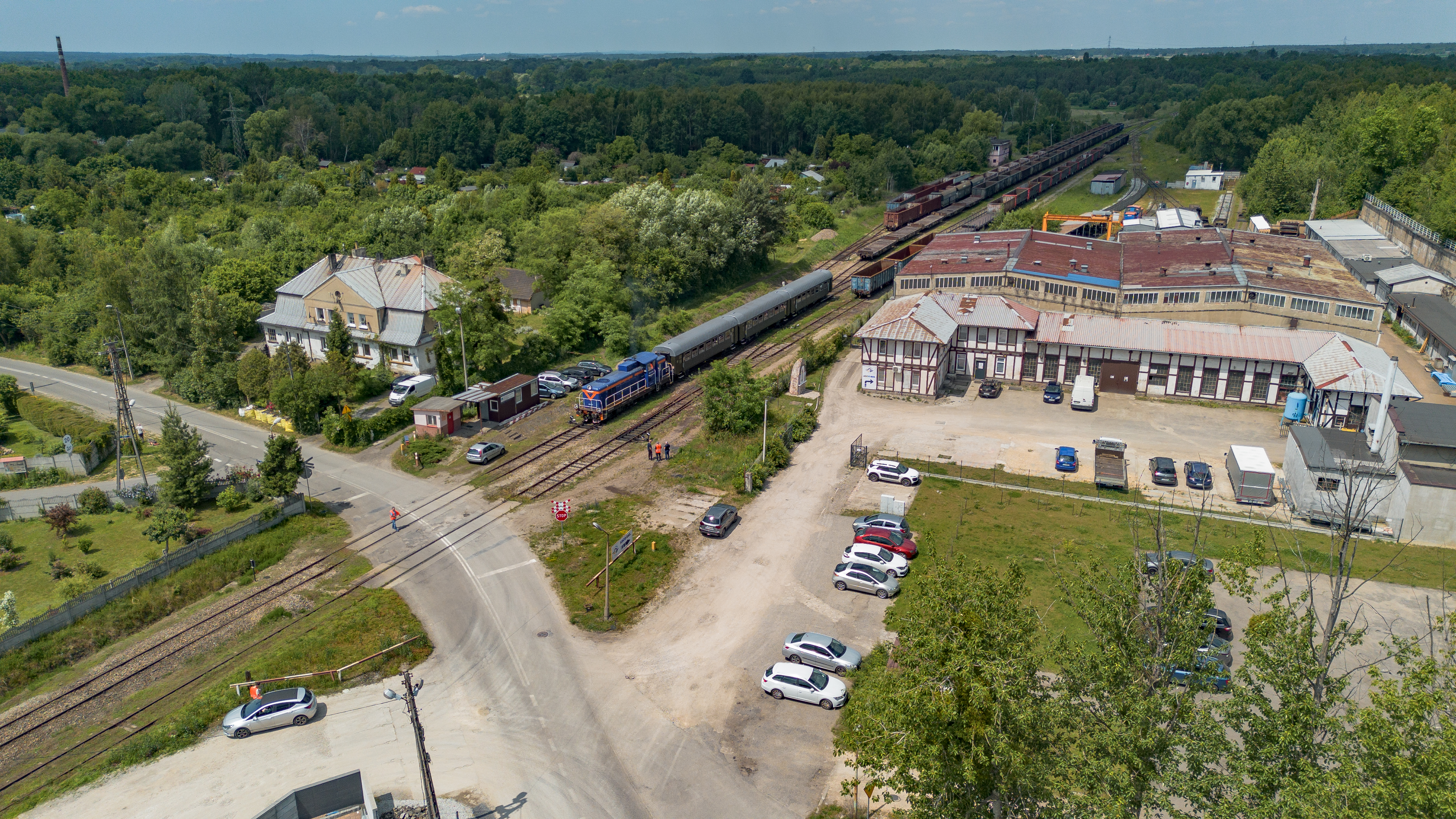
Dawna stacja kolei piaskowych Pyskowice (od strony Zabrza)
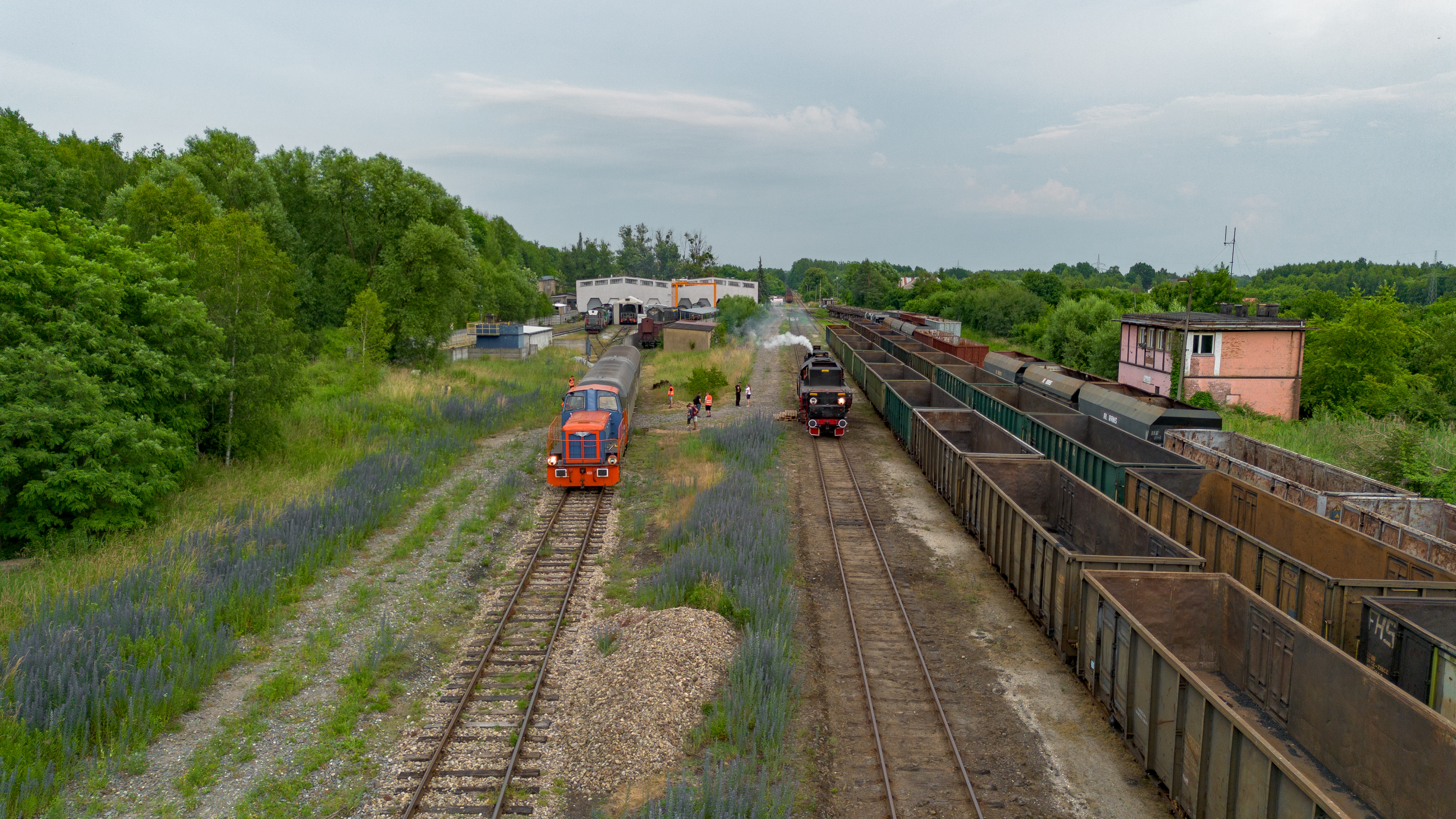
Dawna stacja kolei piaskowych Pyskowice (od strony Dramy)
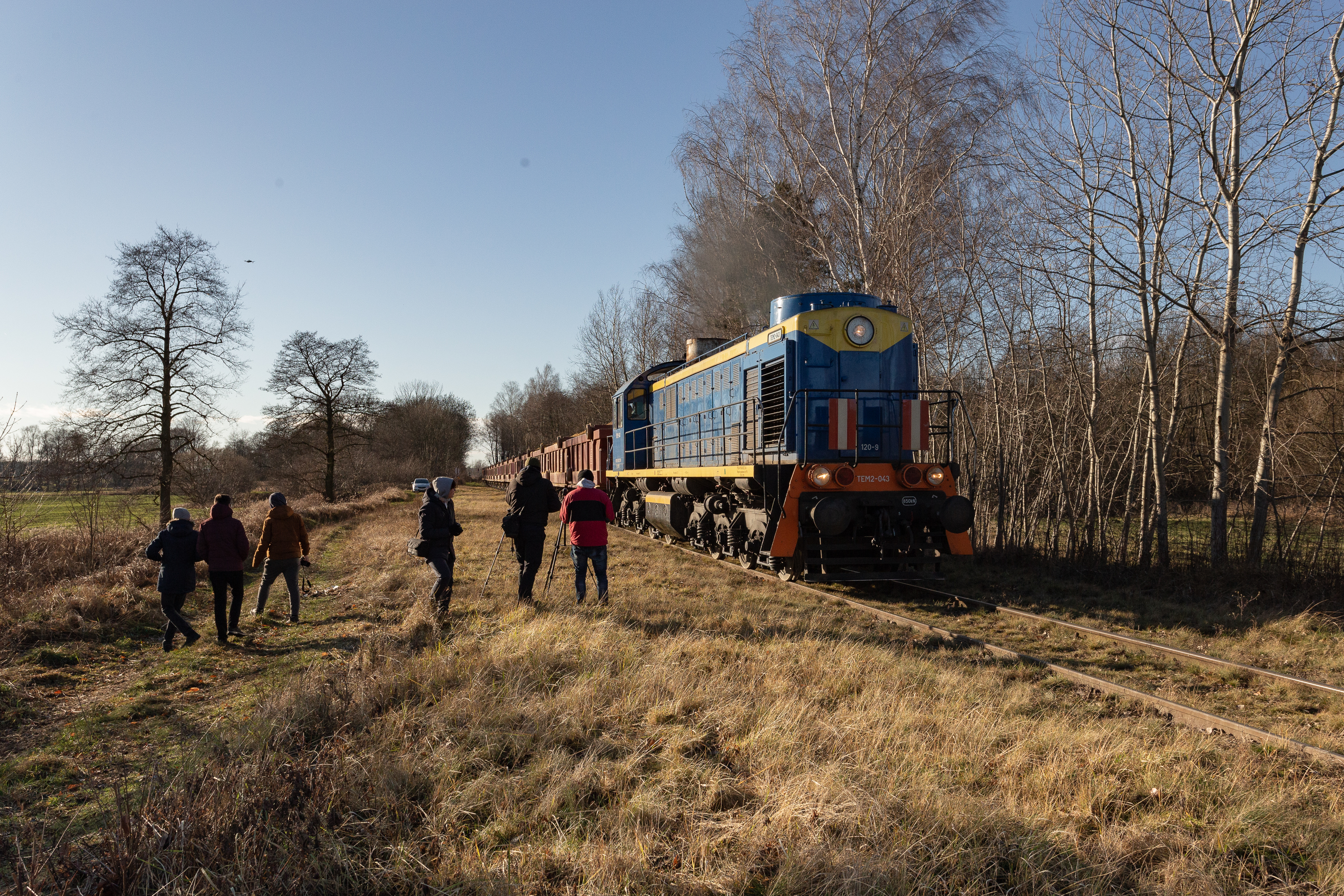
Jeden z ostatnich transportów piasku linią kolei piaskowych nr 301, ul. Młyńska Pyskowice
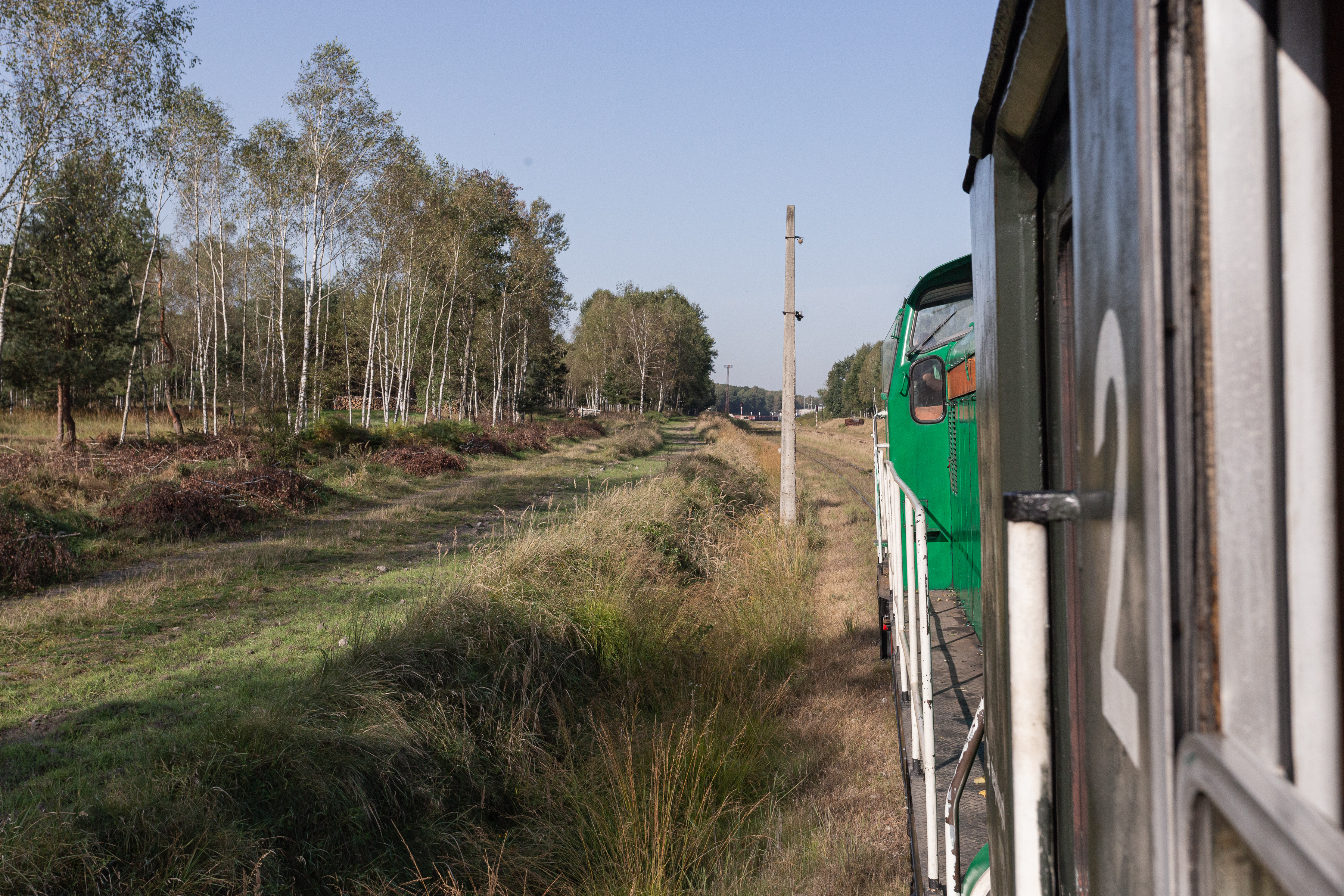
Wjazd do st. Kotlarnia z kierunku Pyskowic
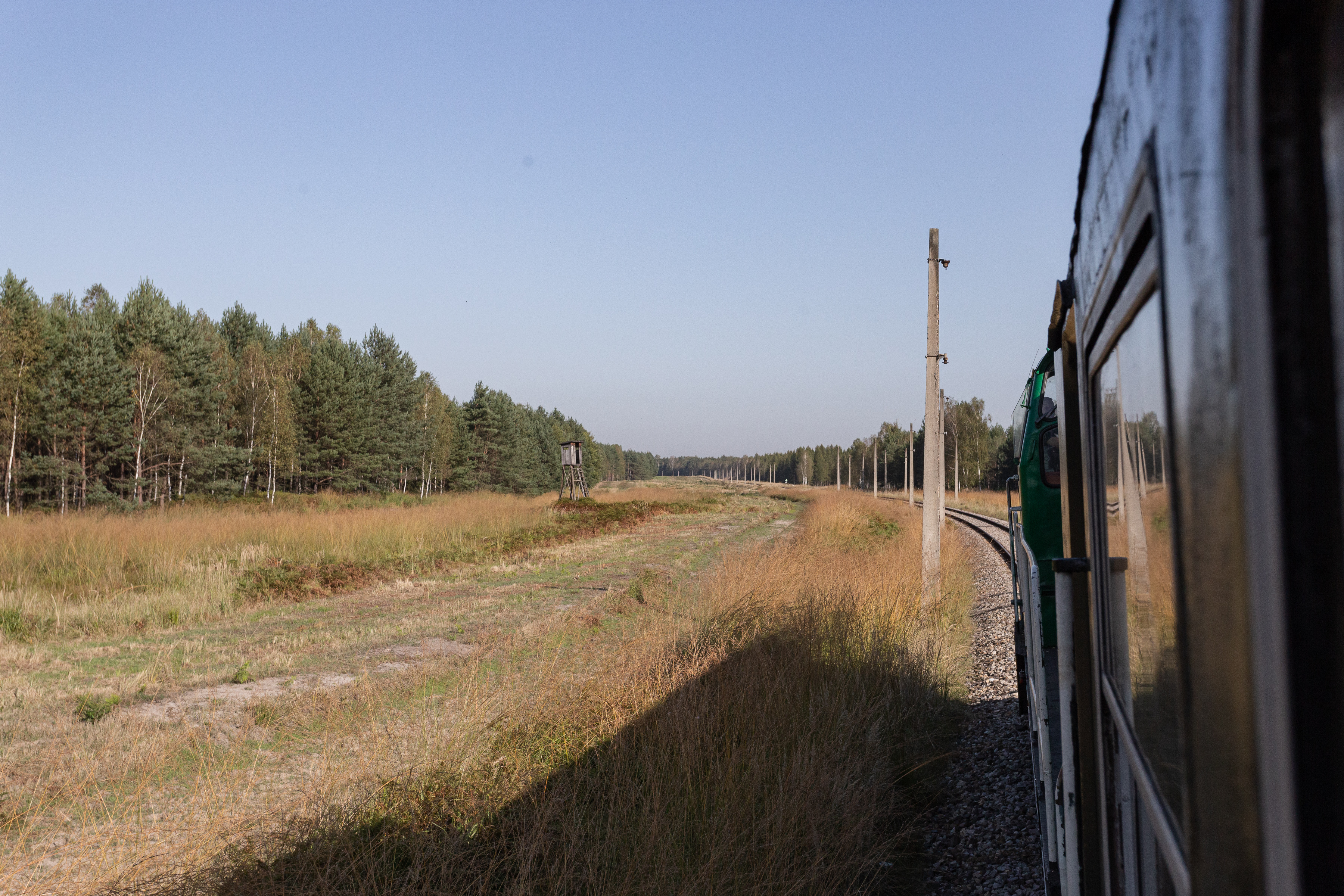
Wjazd do st. Kotlarnia z kierunku Pyskowic
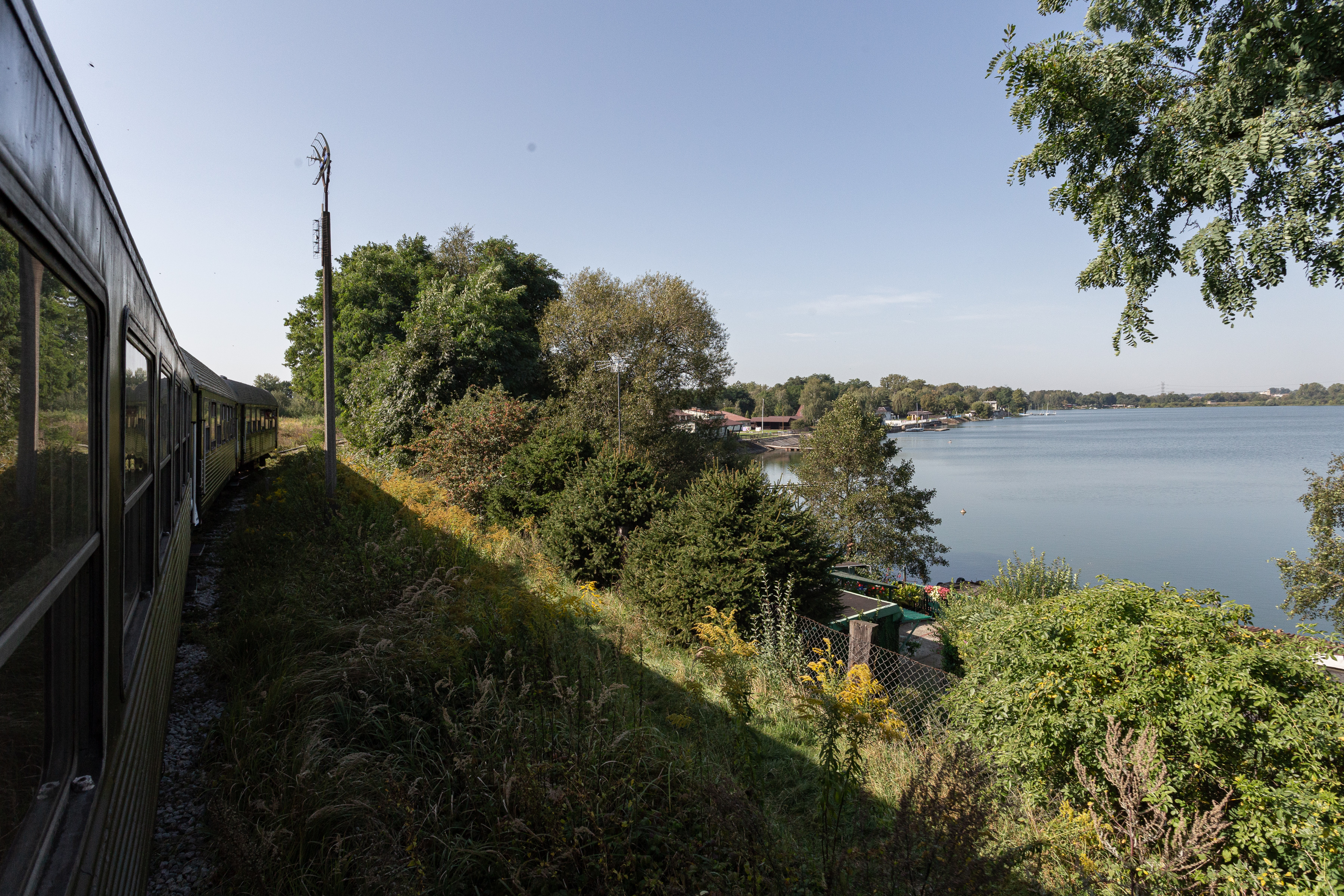
Poc. specjalny nad jeziorem Dzierżno Małe
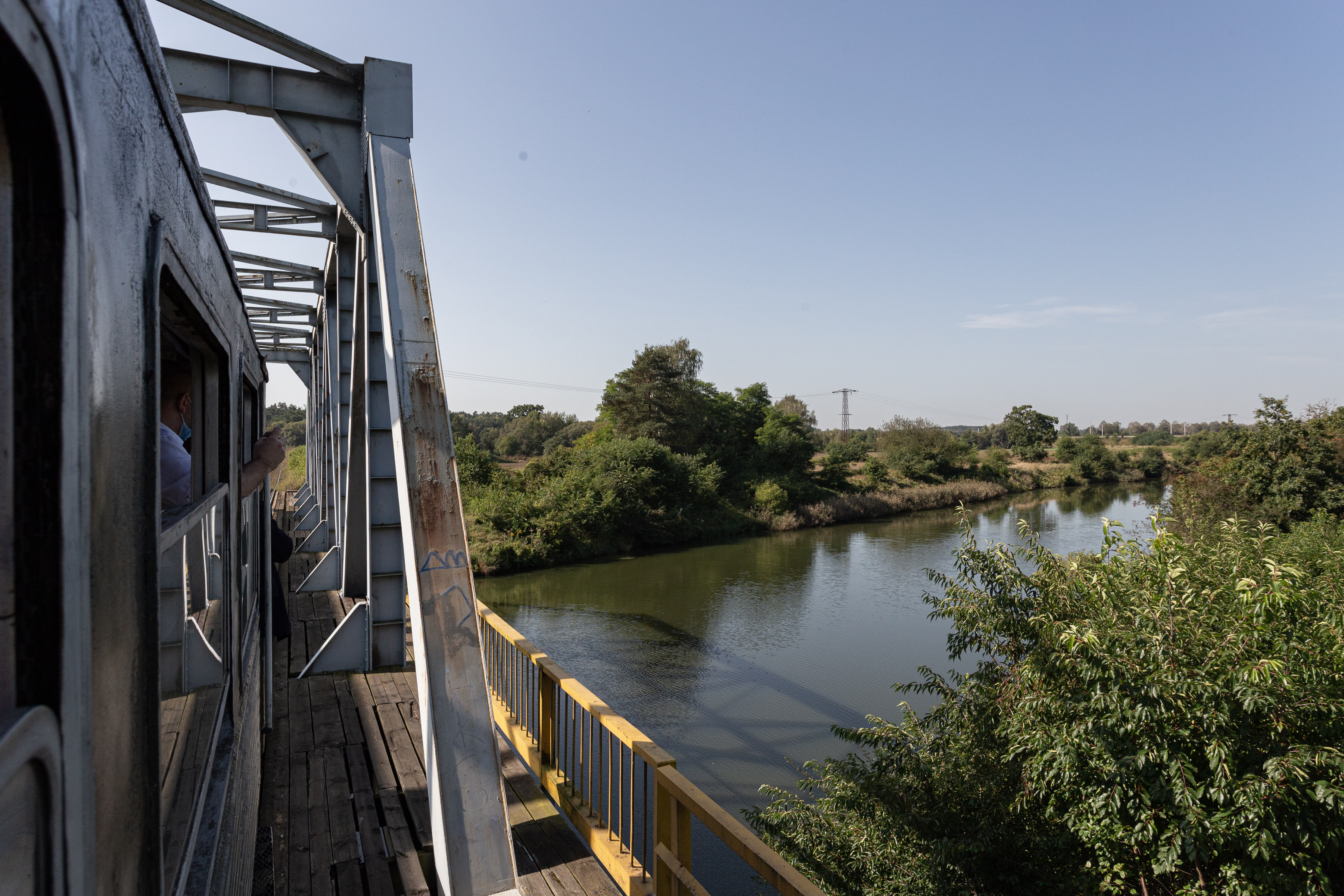
Poc. specjalny na moście nad Kanałem Gliwickim
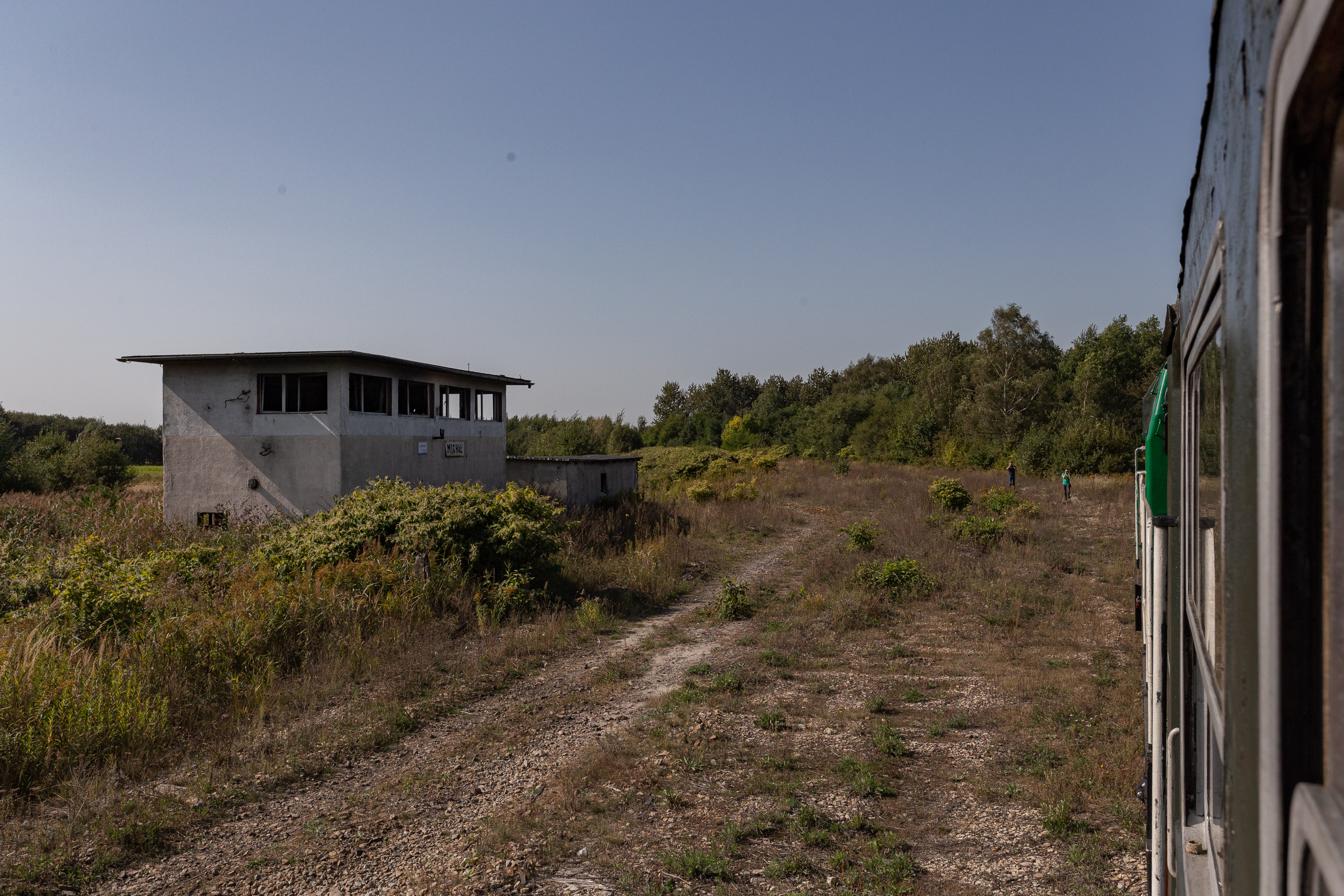
Dawna stacja Michał
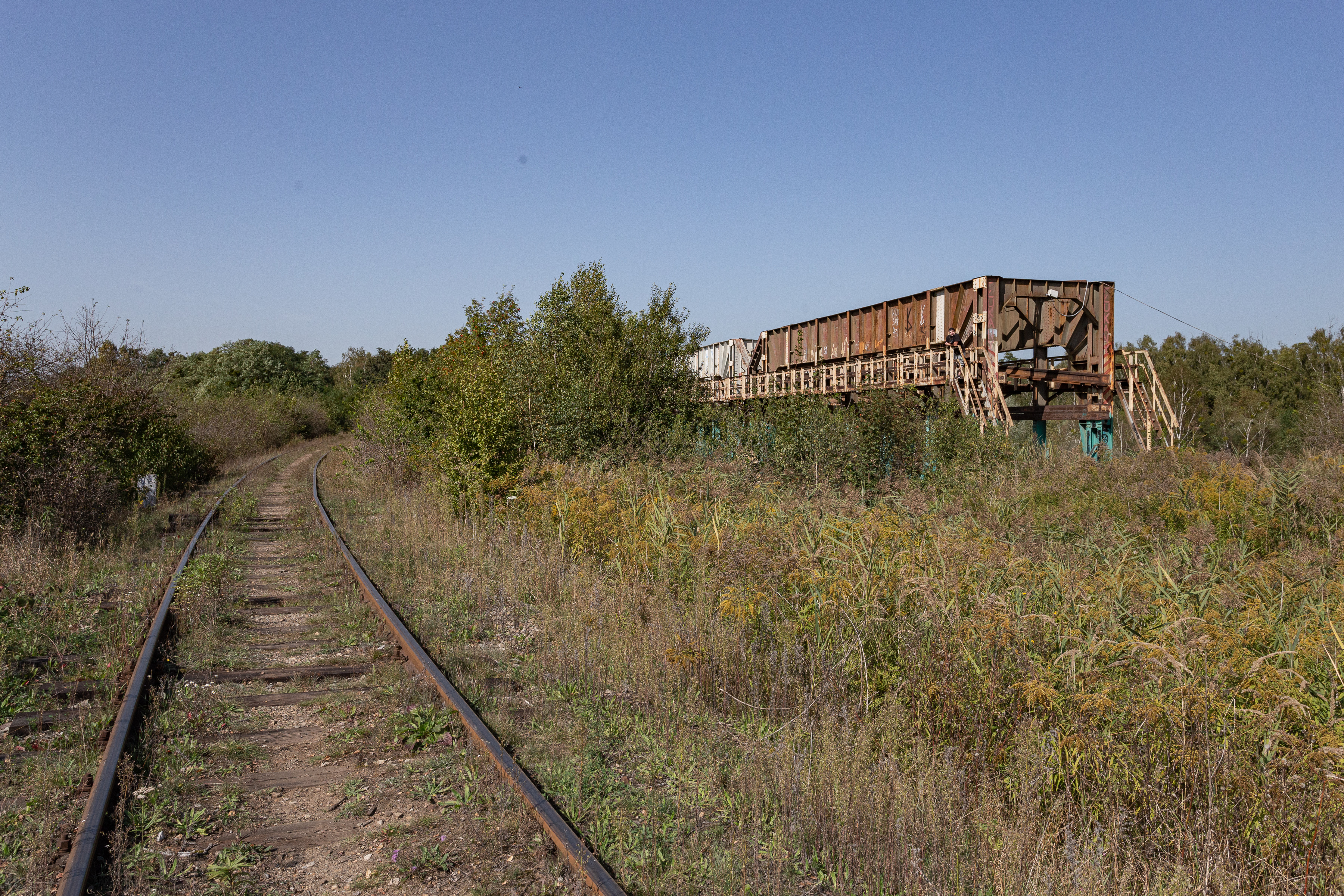
Most zsypowy podsadzkowy Wojciech w Zabrzu
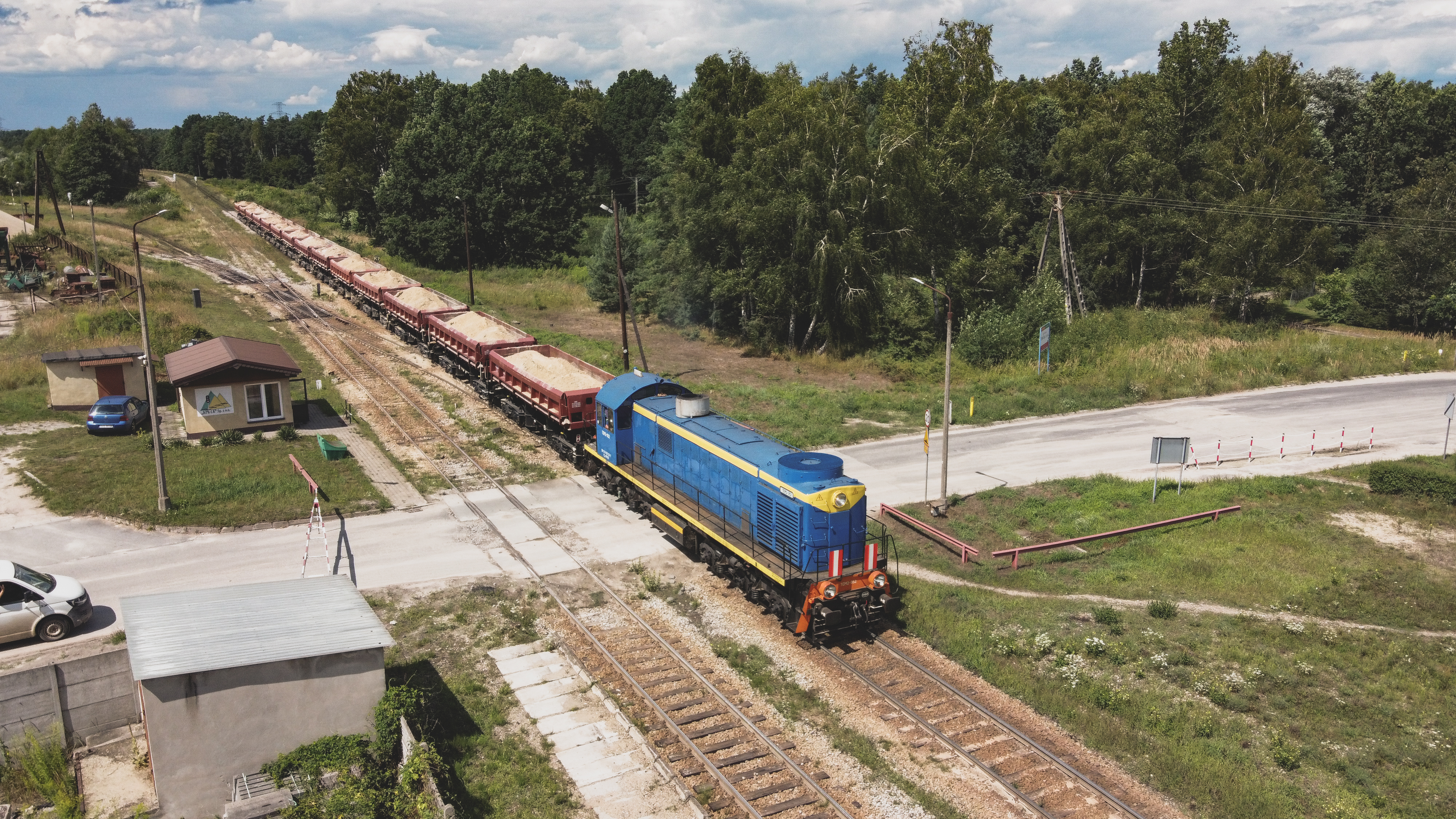
Transport piasku, st. Kotlarnia

## Stacje i posterunki ruchu
- Kotlarnia km 0,514
- Drama km 22,311 (bocznica stacyjna Dzierżno)
- Pyskowice km 26,065 (punkt sprzedaży piasku budowlanego)
- Czechowice km 31,362 (bocznica szlakowa ŚZR)
- Michał km 41,809 (linia kolejowa nr 311 Michał - PD Infra Silesia, linia kolejowa nr 309 Michał - Haldex Szombierki)
- Biskupice km 46,174 (bocznica szlakowa do Fortum Zabrze)
- KWK Makoszowy KMO km 52,155